# Tom Orzechowski
Tom Orzechowski (né le 1er mars 1953 dans le Michigan) est un lettreur de bande dessinée américain travaillant depuis 1973 pour l'industrie du comic book. Il est surtout connu pour son lettrage des histoires de X-Men réalisées par Chris Claremont (1979 à 1992), puis de celles de Spawn depuis 1992.

## Prix et récompenses
- 1985 : Prix Inkpot
- 1994 : Prix Harvey du meilleur lettreur pour Spawn